# ブラジル文学
ブラジル文学（ブラジルぶんがく、ポルトガル語:Literatura do Brasil）では、ブラジル連邦共和国の文学について述べる。

## 歴史
以下の時代区分は田所清克、伊藤奈希砂『社会の鏡としてのブラジル文学──文学史から見たこの国のかたち』を参考にしている。

### 植民地文学期(1500-1808)

#### 新大陸征服者による文学(1500-1601)
1500年にペドロ・アルヴァレス・カブラルが率いるポルトガルの艦隊がブラジルを「発見」し、カブラルの船員の一人だったペロ・ヴァス・デ・カミーニャが『書簡』(1500)を著したところから、文字によるブラジル文学の歴史は始まった。この時代の文学はポルトガル人をはじめとするヨーロッパ人よる紀行などの情報文学(pt:Literatura de informação)と、イエズス会士による教理文学に大別され、教理文学においてはインディオのカトリック教会への改宗を目指した劇作を行ったジョゼ・デ・アンシエッタなどが活躍した。

#### バロック主義(1601-1768)

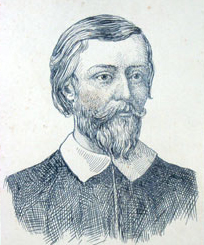
グレゴリオ・デ・マトス・ゲーラ。

ブラジルにおけるバロック主義はベント・マヌエル・デ・テイシェイラの『擬人法』(1601)によって始まりを迎えた。キリスト教精神の復古を特徴としたバロック文学においては「地獄の口」とも称された風刺を得意とした詩人のグレゴリオ・デ・マトス・ゲーラと、『説教集』で矛盾に満ちたブラジル社会を描いたイエズス会士アントニオ・ヴィエイラの名が特筆される。

#### 新古典主義(1768-1836)
18世紀に入ると、古典主義と自然への回帰を旨とした新古典主義がブラジルにも導入された。新古典主義期の文学者としては、クラウディオ・マヌエル・ダ・コスタ、『マリリア・デ・ディルセウ』(1792)で大衆からの人気を博したトマス・アントニオ・ゴンザーガ、シルヴァ・アルヴァレンガ、『オ・ウラグアイ』(1769)でグアラニー戦争を謳ったバジリオ・ダ・ガマ、『カラムルー』(1781)でインディオへのキリスト教布教を正当化したサンタ・リタ・ドゥランなどの名を挙げることができる。

### 国民文学期(1808-現代)

#### ロマン主義(1836-1881)

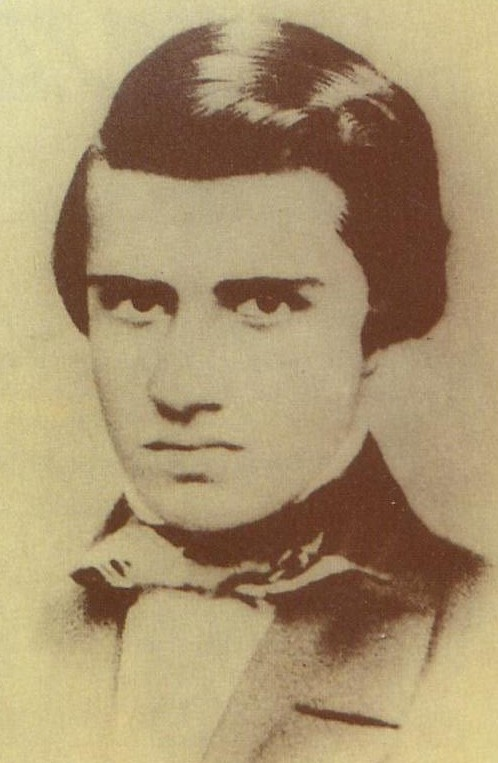
アルヴァレス・デ・アゼヴェード。

ナポレオン戦争による1808年のポルトガル王室のリオ・デ・ジャネイロ移転、1822年のブラジル帝国の独立と政治的な独立の達成に続き、知識人が文化的な独立を求めていたブラジルにも当時ヨーロッパを席巻していたロマン主義がもたらされた。ブラジルにおけるロマン主義の導入は、1836年に詩人ゴンサウヴェス・デ・マガリャンイスがパリで刊行されていた雑誌『ニテロイ』に発表した『詩的ため息と郷愁 Suspiros Poéticos e Saudades』(1836)にその起源を遡る。ブラジルのロマン主義はシャトーブリアンやラマルティーヌ、ヴィクトル・ユーゴーなどフランスの影響が強く、ヨーロッパのロマン主義の中で理想化された中世の騎士はブラジルには存在しなかったため、中世の騎士の代わりにインディオを称揚するインディアニズモ(pt:Indianismo)の潮流が生まれた。
詩においては導入者となったゴンサルヴェス・デ・マガリャンイスの他に、インディアニズモやブラジルの大地への愛に溢れた詩作を行ったゴンサウヴェス・ジアスが第一世代として挙げられる。続く第二世代としては、国民主義的観点やインディアニズモから離れて苦悩する自我の内面を描いたアルヴァレス・デ・アゼヴェードや、幼少時代を陽として描いたカズミーロ・デ・アブレウ、自然を描いたファグンデス・ヴァレーラの名を挙げることができる。19世紀後半の奴隷制度廃止運動に積極的に参加したカストロ・アウヴェスは更に続く第三世代である。
ブラジルの小説文学は、ジョアキン・マヌエル・デ・マセードがブラジル最初の大衆小説『小麦色の娘』(1844)を出版したことによって始まりを迎えた。ジョゼ・デ・アレンカールは「ブラジル語」の創造とブラジル文学の文化的独立を目指しながら創作を続け、地方主義やインディアニズモ小説の傑作となる多くの作品を著した。『イラセマ』や『グアラニー』などはその一例に過ぎない。その他にも奥地を描くことに専念し、『女奴隷イザウーラ』で奴隷制廃止論をも主張したベルナルド・ギマランイスや、地方主義的な観点から『長髪の男』で北部のカンガセイロ（匪賊）を描いたフランクリン・ターヴォラ、『イノセンシア』で詳細な風景を描写したトゥネイ子爵などの名をロマン主義小説家として挙げることができる。正当なロマン主義からは僅かに距離を置いた地点では、後の写実主義に通じる『ある在郷軍曹の思い出』でリオの上流階級を写実的に風刺し、慣習小説を創造したマヌエル・アントニオ・デ・アルメイダの名が特筆される。
戯曲においては多くがヨーロッパの模倣や直輸入の域を出なかったが、マルティンス・ペーナはブラジルの現実に即した大衆的な劇を作劇した。

#### 写実主義/自然主義/高踏主義(1881-1902)

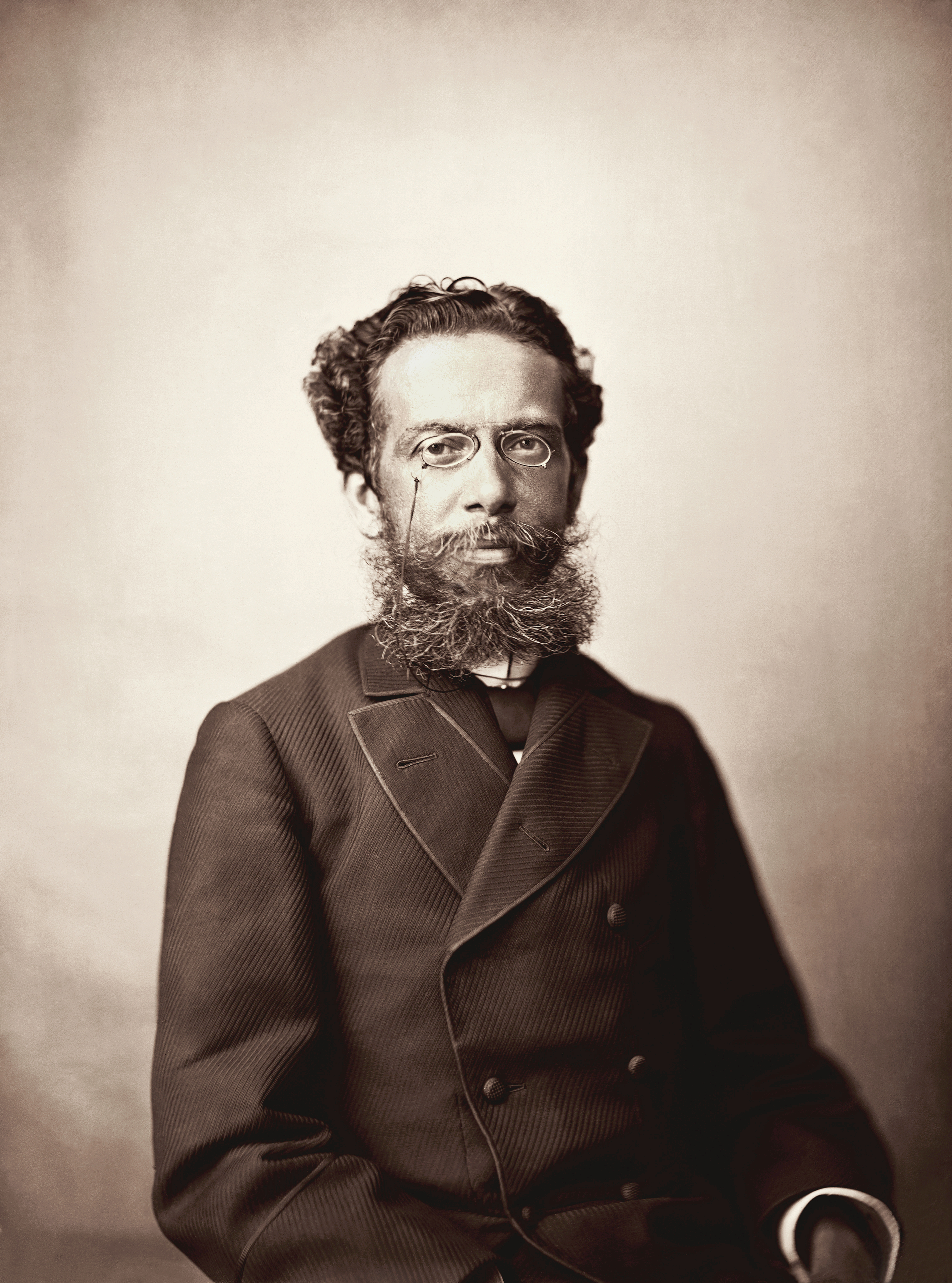
マシャード・デ・アシス。

ブラジルにおけるロマン主義は1871年のカストロ・アウヴェスの死によって終りを遂げ、1881年に発表されたマシャード・デ・アシスの『ブラス・クーバス死後の回想』(1881)によって本格的な写実主義が導入された。貧しいムラートの出身からジャーナリスト、公務員と遍歴を重ね、『ブラス・クーバス死後の回想』(1881)、『ドン・カズムーロ』(1899)などのブラジル文学史に残る傑作を著した。その他にも『寄宿学校』(1888)で印象主義小説を展開したラウル・ポンペイアの名を挙げることができる。
ヨーロッパでは写実主義の延長上に自然主義が生まれたが、ブラジルの自然主義はアルイジオ・アゼヴェードの『オ・ムラート』(1881)の発表によって導入された。アゼヴェードは文学の中で社会告発を行い、『百軒長屋』(1890)でリオのコルチッソ（スラム）を描いた。
高踏主義は1922年の「近代芸術週間」開催までブラジルの文壇を牛耳った。ギリシア、ローマ的な題材と形式主義を重視した高踏主義からは熱狂的愛国詩人のオラーヴォ・ビラックや、アルベルト・デ・オリヴェイラ、ライムンド・コレイアの「3羽ガラス」が文壇に影響力を及ぼした。

#### 象徴主義(1893-1902)
反主知主義と主観主義に特徴付けられた象徴主義は、高踏主義が文壇を支配したブラジルにあっては周辺的な文芸思潮に過ぎなかった。黒人詩人クルス・イ・ソウザの『円盾』(1893)、『ミサ典書』(1893)を以てブラジルの象徴主義は始まりを迎え、宗教性を特徴としたアルフォンスス・デ・ギマランイス、リオグランデ・ド・スル州の象徴主義運動を牽引したエドゥアルド・ギマランイスなどが活躍した。

#### 前近代主義(1902-1922)

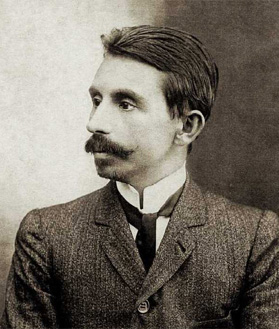
エウクリデス・ダ・クーニャ。

1900年から1920年にかけて、高踏派や象徴主義に対して批判性を帯びた多様な作家集団が跳梁跋扈した。この時代の混沌とした様子を指して、アルセウ・デ・アモローゾ・リマは学問的分類の観点からこの時代を前近代主義と名付けた。このように名付けられた潮流の中からは、カヌードス戦争を取材し、実証主義的、進化論的な観点から政府軍がアントニオ・コンセリェイロ（助言者アントニオ）率いる反乱軍を征服する様子を描いた『奥地』（1902,後に英訳されたタイトルでは『奥地の反乱』）を著したエウクリデス・ダ・クーニャや、実験的な論文小説『カナァン』(1902)を書き上げたグラサ・アラーニャ、『ポリカルポ・クアレズマの悲しい最期』(1915)のような風刺的な作品を残したリマ・バレット、ブラジル児童文学の傑作や、内陸部のカボクロをそれまでのロマン主義的な美化から離れて粗野に描いた『ウルペース』(1918)などを著したモンテイロ・ロバート、『ガウーショ短編集』(1912)などで後にリオグランデ・ド・スル州地方主義文学の創始者とみなされたシモンイス・ロペス・ネト、『影のモノローグ』(1912)などで「汚れた」詩を作り、批評家から酷評されながらも大衆からの支持を集めたアウグスト・ドス・アンジョスなどの名を挙げることができる。

#### 近代主義(1922-現代)
1922年2月11日から17日までの一週間の間、コーヒー・ブームによって首都リオを凌ぐ勢いで繁栄していたサンパウロで「近代芸術週間」が開催された。アニータ・マルファッチやディ・カヴァルカンチなどブラジル近代主義の先駆けとなった画家をはじめ、マリオ・デ・アンドラーデ、オスヴァルド・デ・アンドラーデ、メノッチ・ピッキア、グラサ・アラーニャなどの作家や彫刻家のヴィクトール・ブレシェレ、音楽家のエイトル・ヴィラ・ロボスなど前衛的な芸術家が一堂に会したこの催しでは、それまでの芸術思潮への猛批判がなされ、以後のブラジルの知的活動のあり方に多大な変革をもたらした。当初ブラジルの近代主義は美学的な観点のみを問題にしていたが、1924年にオスヴァルド・デ・アンドラーデがパリで発したコミュニケにより、ブラジルの近代主義はブラジルのナショナリズムをも視野に入れた文化運動となった。
近代芸術週間を演出したオスヴァルド・デ・アンドラーデはパウ・ブラジル運動(1924)や食人運動(1928)など、近代主義を牽引しながら原始主義を創始した。『ジョアン・ミラマールの感傷的回想録』(1924)など、オスヴァルド・デ・アンドラーデの小説はそれまでの形式との完全な断絶が目指されている。同じく近代芸術週間を演出したマリオ・デ・アンドラーデはサン・パウロをテーマにした詩を多数残し、小説においては『マクナイーマ』(1928)で原始主義に近づいた。カシアーノ・リカルドはトロピカリズモ溢れる詩を残している。1920年代の詩においては簡略さを追求した文体を確立したマヌエル・バンデイラ、ブラジル初の成功した女性詩人となったセシリア・メイレレス、マリオ・キンターナ、宗教性に回帰したジョルジェ・デ・リマとムリーロ・メンデス、愛をテーマにしたヴィニシウス・デ・モライス、ノーベル文学賞候補にもノミネートされたカルロス・ドゥルモン・デ・アンドラーデの名を挙げることができる。
1930年代の小説はインテグラリズモ（ブラジル・ファシズム）や共産主義などの政治イデオロギーや、本格的に立ち現れた地方主義によって特徴付けられた。1930年代の小説は、直接的にはジョゼ・アメリコ・デ・アルメイダの『砂糖黍の絞り滓置場』(1928)に起源を持ち、地方主義を擁護し、砂糖黍をテーマに据えたジョゼ・リンス・ド・レーゴ、ラケル・デ・ケイロス、『サン・ベルナルド』(1934)、『干涸びた生活』(1938)で北東部を描いたグラシリアーノ・ラーモス、シーロ・ドス・アンジョス、『ネズミたち』(1934)で金策を真正面からテーマにしたディオネーリオ・マシャード、超大作『時と風』(1949)を残したリオグランデ・ド・スル州出身のエリコ・ヴェリッシモ、そして、左派の作家として前期は『カカオ』(1933)、『果てしなき大地』(1942)などでプロレタリア文学を試み、後期は『丁子と肉桂のガブリエラ』(1958)、『フロール夫人と二人の夫』(1966)で政治から離れ、アフリカ系の伝統文化にも近づいたジョルジェ・アマードなどが活躍した。

#### 新近代主義/ポストモダン(1944-現代)
1945年に、トリスタン・アタイデによって新近代主義/ポストモダンと呼ばれる新たな詩の潮流が生まれた。この潮流からはジョアン・カブラル・デ・メロ・ネトやアルフォンスス・デ・ギマランイスが活躍した。1952年にはアウグスト・デ・カンポス、アロルド・デ・カンポス、デシィオ・ピニャタリらによって具象詩と呼ばれるジャンルが提唱された。1960年代にはフェレイラ・グラールが活躍した。一方、1950年代から1970年代にかけての散文においては『大いなる奥地:小径』(1956)で魔術的リアリズムを追求したジョアン・ギマランイス・ローザ、ジョゼ・J・ヴェイガ、『グアイアナン一族』(1962)のベニート・バレット、アリアーノ・スアスーナ、ジョゼ・カンディード・デ・カルヴァーリョ、ジョアン・ウバルド・リベイロ、ルベン・フォンセカ、リジア・ファグンデス・テレス、ダルトン・トレヴィザン、クラリセ・リスペクトール、アントニオ・カラード、フェルナンド・サビーノ、エルベルト・サーレス、カルロス・エイトール・コニーなどが活躍した。

## コルデル文学
ブラジル北東部や北部には、市場などで紐で吊るされた冊子として販売されているために、「コルデル（紐）の文学」と呼ばれる民衆の文学が存在する。コルデル文学は、ギターの伴奏と共に弾き語られたポルトガル語の四行詩、あるいは十一行詩を文字に起こしたものからなっている。北東部文化研究の素材として目をつけた外国人研究者によって研究されているが、ブームとなったために偽物が出版されるなどトラブルも起きている。

## 日本語コロニア文学
ブラジル文学にも日本文学にも正史としては位置づけられてはいないが、1908年の笠戸丸渡伯にブラジル移住の歴史を遡る日系ブラジル人は、移住先のブラジルの大地でも日本語を用いて創作活動を行った。移民や戦中経験の苦労談などを主な初期のテーマに持ち、『地平線』(1936)、『文化』(1938)、『コロニア文学』(1966)、『コロニア詩文学』(1988)などの雑誌に日本語文学が寄稿された。